# Australian Institute of Marine Science
L'Australian Institute of Marine Science (AIMS) è un centro di ricerca marina tropicale situato principalmente a Cape Ferguson, Queensland, circa 50 chilometri (31 mi) fuori da Townsville. Fondato nel 1972 dal governo McMahon, la funzione principale dell'Istituto è la ricerca per l'uso sostenibile e la protezione dell'ambiente marino esaminando i temi dell'ecologia su larga scala e della microbiologia.
L'AIMS si impegna per la protezione e l'uso sostenibile delle risorse marine australiane. I suoi programmi di ricerca sostengono la gestione di ambienti marini tropicali in tutto il mondo, con maggiore attenzione sulla Grande Barriera Corallina, l'incontaminata Ningaloo Marine Park in Australia occidentale e il nord-ovest dell'Australia.
La sede dell'AIMS si trova su un sito costiero di 207 ettari, a 50 km da Townsville, Queensland, in una zona scientifica circondata dal Parco nazionale e dalla riserva marina. Questa posizione è stata scelta per la sua vicinanza al centro geografico della Grande Barriera Corallina e l'accesso all'acqua di mare pulita. Questa posizione strategica offre una rapida transizione dal mare al laboratorio, un vantaggio fondamentale nella scienza marina.
Due uffici più piccoli, a Perth e Darwin, forniscono collegamenti diretti per i partner di ricerca e clienti in queste regioni.